# Traviesa de madera

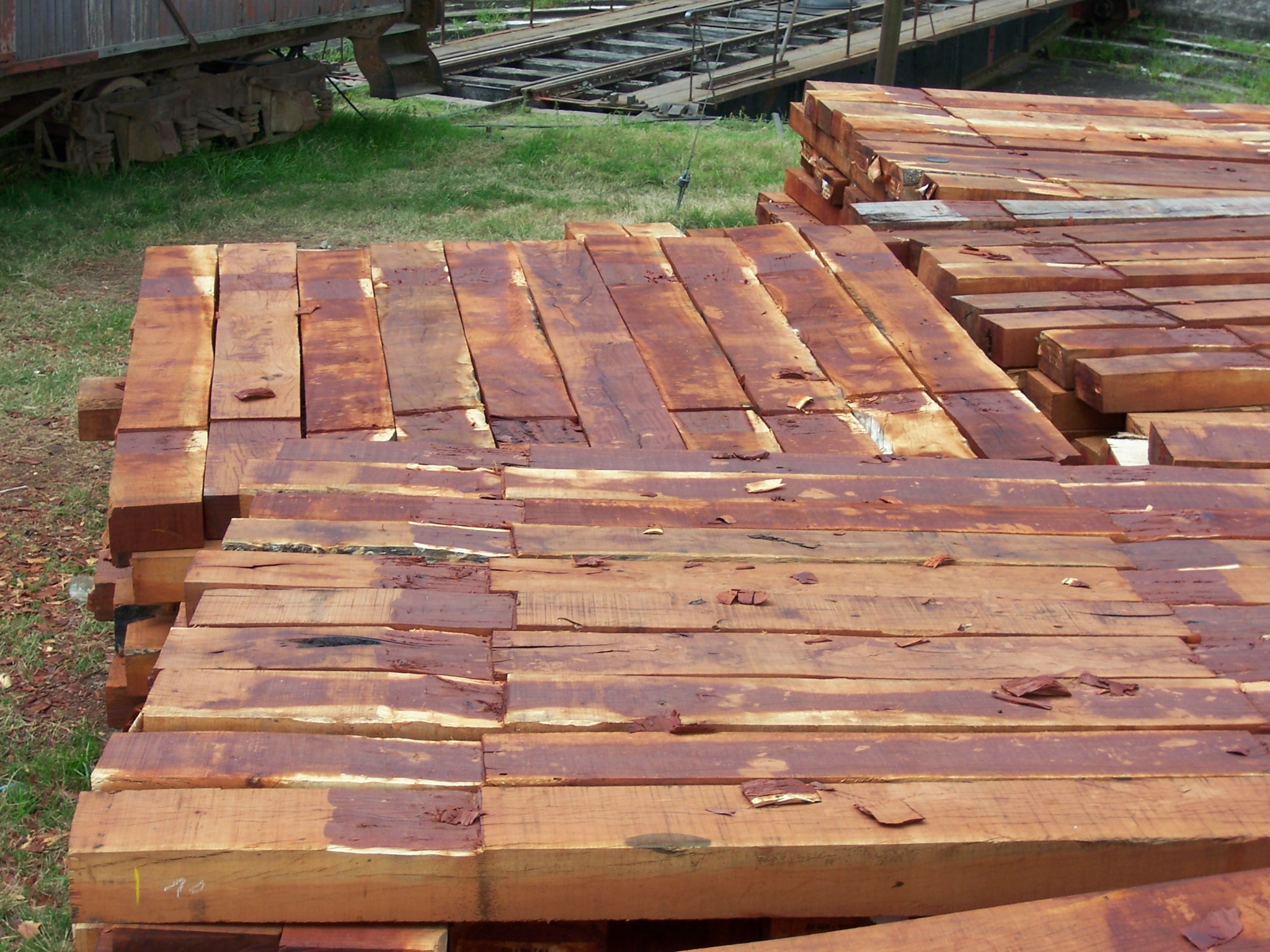
Durmientes de quebracho colorado de origen argentino.

Las traviesas de madera o durmientes de madera son un tipo de traviesas utilizadas en la construcción de vías férreas.
Desde los 16.000.000 de unidades existentes en la década de los cincuenta, el uso de la traviesa de madera ha ido decreciendo paulatinamente.

## Ventajas y desventajas
Como ventaja está su sustitución, ya que su peso relativamente bajo, unos 70 kg, hace que sea fácilmente manejable por dos obreros, cosa que no ocurre con otros tipos de traviesas con un peso 3 o 4 veces superior. También tienen un buen comportamiento en descarrilamientos pues no se parten fácilmente.
Sin embargo la madera supone un gasto en escalada creciente, escaso, caro y su vida media es menor que la traviesa de hormigón. La clavazón pierde con el tiempo su efectividad, esto provoca un mal comportamiento en la conservación del ancho de vía.

## Tipos de traviesas de madera
Existen distintos tipos de traviesa de madera atendiendo al:
Tipo de madera las traviesas más utilizadas son de pino, haya, roble, y de quebracho en Sudamérica. 
Atendiendo a su finalidad y especificaciones técnicas, aparatos de vía, puentes, aparatos de dilatación, cambios, travesías y otros usos.
Dentro de las especificaciones técnicas está el tipo de carril a utilizar, de este dependerá el cajeo de la traviesa, aunque el ancho se mantendrá, como es natural a 1668 mm. Las traviesas de 45 kg/m tendrán un cajeo con una inclinación de 1/20.

## Tratamientos previos
Antes de ser utilizadas las traviesas de madera llevaban un proceso de selección y tratamiento:
- En la selección no se exigía que todas las caras estuvieran escuadradas; sí era necesario, no obstante, que la cara inferior destinada a ir sobre el balasto fuera plana a fin de ofrecer una superficie homogénea.
- Tras la selección se realizaba un tratamiento consistente fundamentalmente en un baño de creosota que preservaba la traviesa del ataque de insectos y hongos xilófagos. Tras esperar al secado de la misma las traviesas estaban listas para su transporte e instalación. La manipulación de la traviesa nueva exige la utilización de protección tras una directiva comunitaria (31 de diciembre de 2003) que limita el tratamiento de las maderas con la creosota.

## Medidas
La medidas estándar de traviesa son de:
260 cm vía normal; 300 cm; 350 cm; 400 cm; 450 cm y 600 cm (medidas estas últimas especiales). Todas con un ancho de unos 24 cm y una altura de 14 cm. Aunque en los aparatos de dilatación tipo C el ancho de la traviesa es de 35 cm. 
Existe la excepción en la línea Cercedilla - Cotos en Madrid (Línea C-9 de cercanías), con un longitud de traviesa de un metro, por lo que generalmente se utilizan traviesas recicladas o de segundo uso de 260 cm, existen también según diferentes regiones medidas que oscilan por los 260 cm de largo y con un ancho y alto de 26 cm y 16 cm respectivamente.

## Sujeción
Aunque ha variado con el tiempo, el tipo de clavazón más común en la traviesa de madera es el tirafondo. Este irá insertado en una placa de sujeción enroscado en la madera y con la cabeza sujetará el carril a la placa. Otros sistemas son el SKL-12.

## Otros usos
Con la paulatina sustitución de las tradicionales traviesas de madera por traviesas de hormigón a partir de los años 50 descendió la producción de traviesas de madera para nuevas instalaciones ferroviarias. En la actualidad en toda la Comunidad Europea la normativa exige el montaje de traviesas de hormigón. De igual forma en la renovación de las infraestructuras ya existentes se procede a retirar las traviesas de madera instaladas.
La calidad de esta madera, procedente de roble en la mayor parte de los ferrocarriles europeos; el tratamiento de conservación efectuado, así como el buen estado de conservación, en muchos casos mantenían casi perfecta su forma, estructura y cualidades físicas, condicionó que se reaprovecharan para otros usos. Destacan los usos en obras de jardinería donde las traviesas han sido usadas para la confección de vallas, de jardineras, de borduras, de escalones, etc; así como en construcción, especialmente en obras de restauración.
El tratamiento a base de creosota y la probada toxicidad de este compuesto motivo la prohibición del uso de las traviesas ferroviarias (así como de cualquier madera creosotada) en instalaciones públicas, así como su comercialización y venta al público. Dado el tirón comercial de este producto rápidamente han aparecido en el mercado las llamadas "traviesas ecológicas", que no son sino bloques de madera, con tratamientos para su instalación en exterior, imitando a las traviesas originales. La madera usada en estas traviesas es generalmente pino; por su menor densidad tienen menor peso y por tanto son más manejables, y las medidas más habituales son 12 por 20 centímetros de sección y longitudes de 120, 180 y 250 centímetros.

### Galería otros usos
Jardinería.

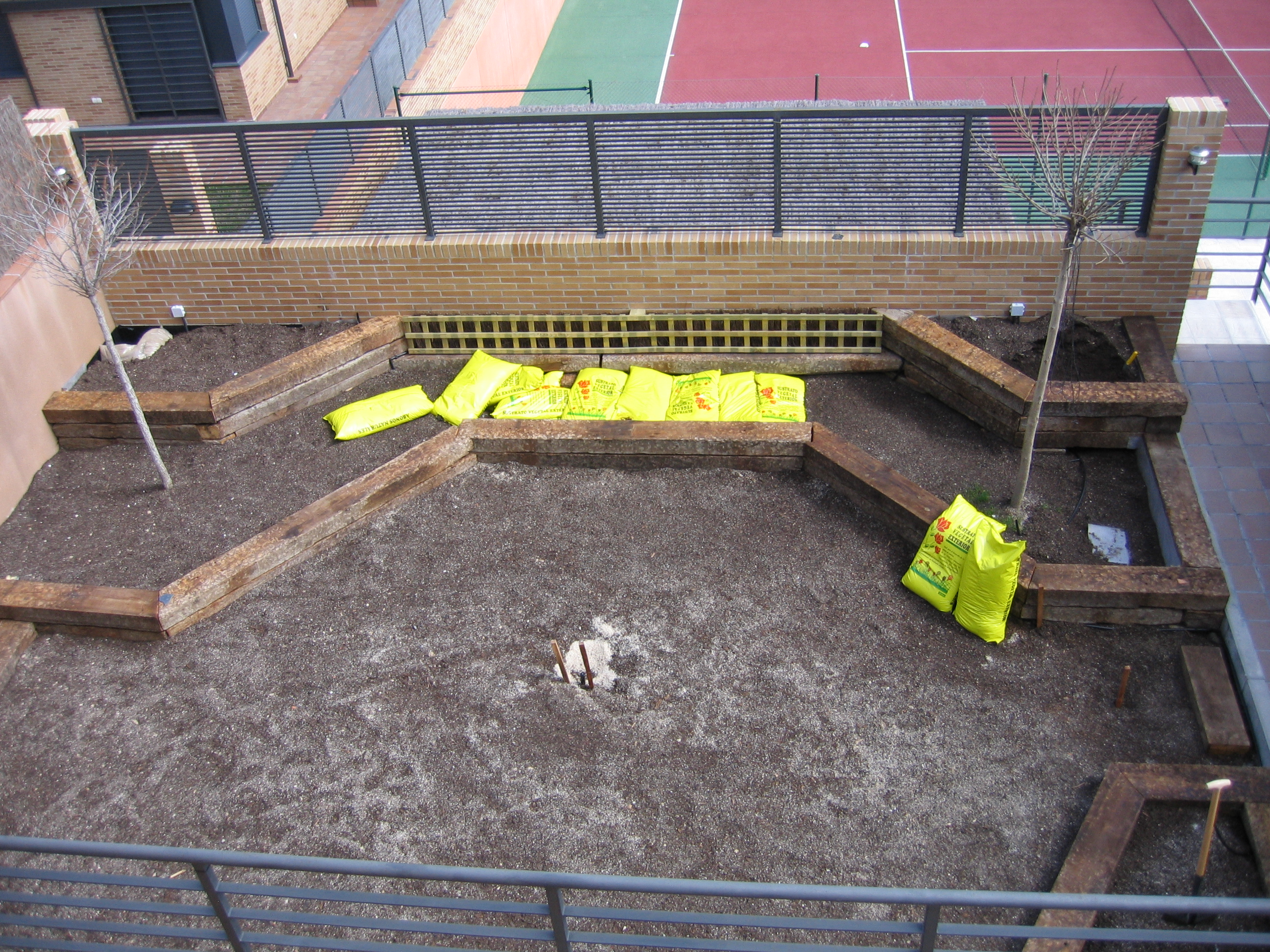
Jardineras realizadas con traviesas de tren en el jardín de una vivienda particular adosada. Antes de la plantación.
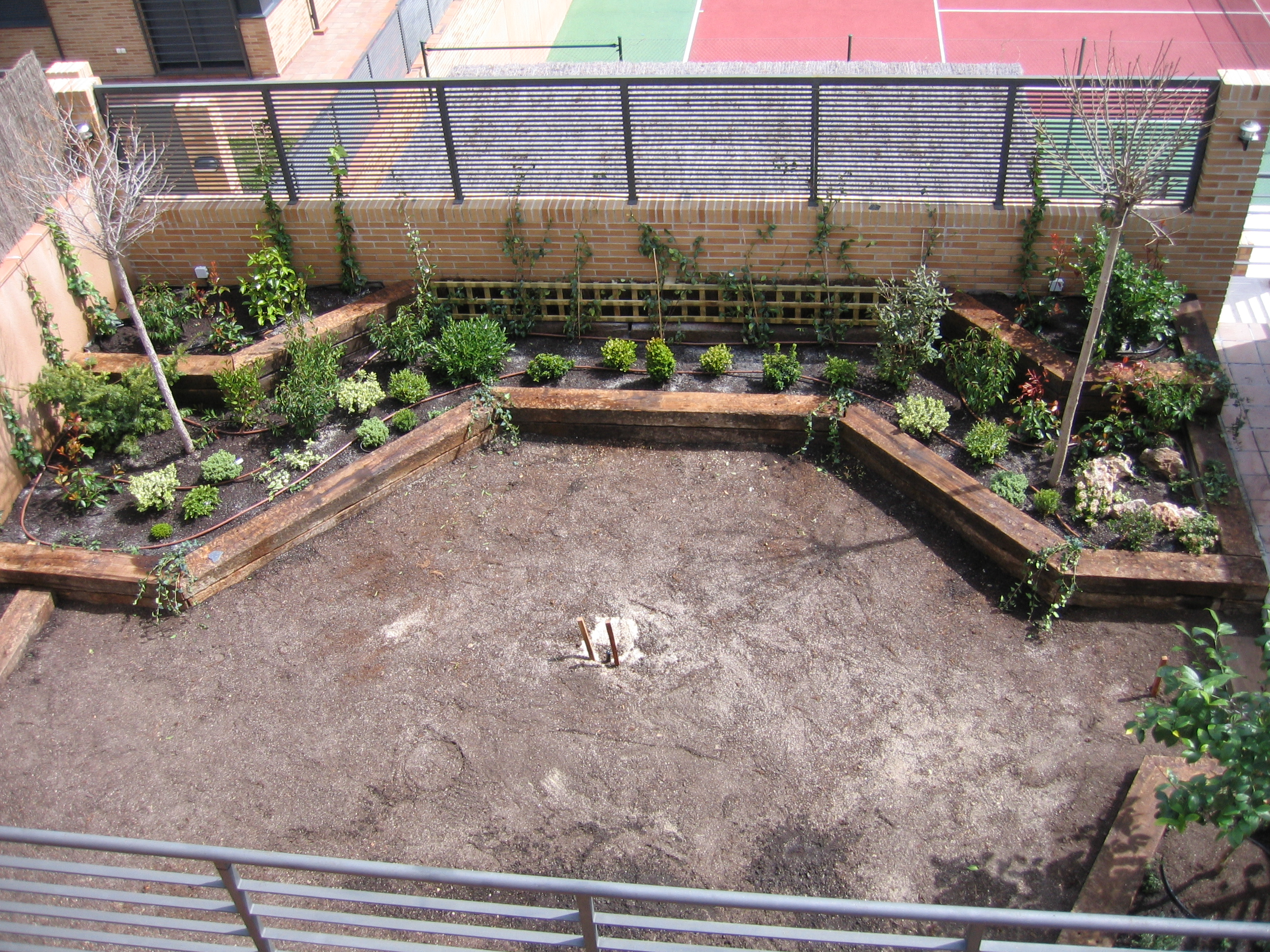
Jardineras realizadas con traviesas de tren en el jardín de una vivienda particular adosada. Después de la plantación.

Construcción.

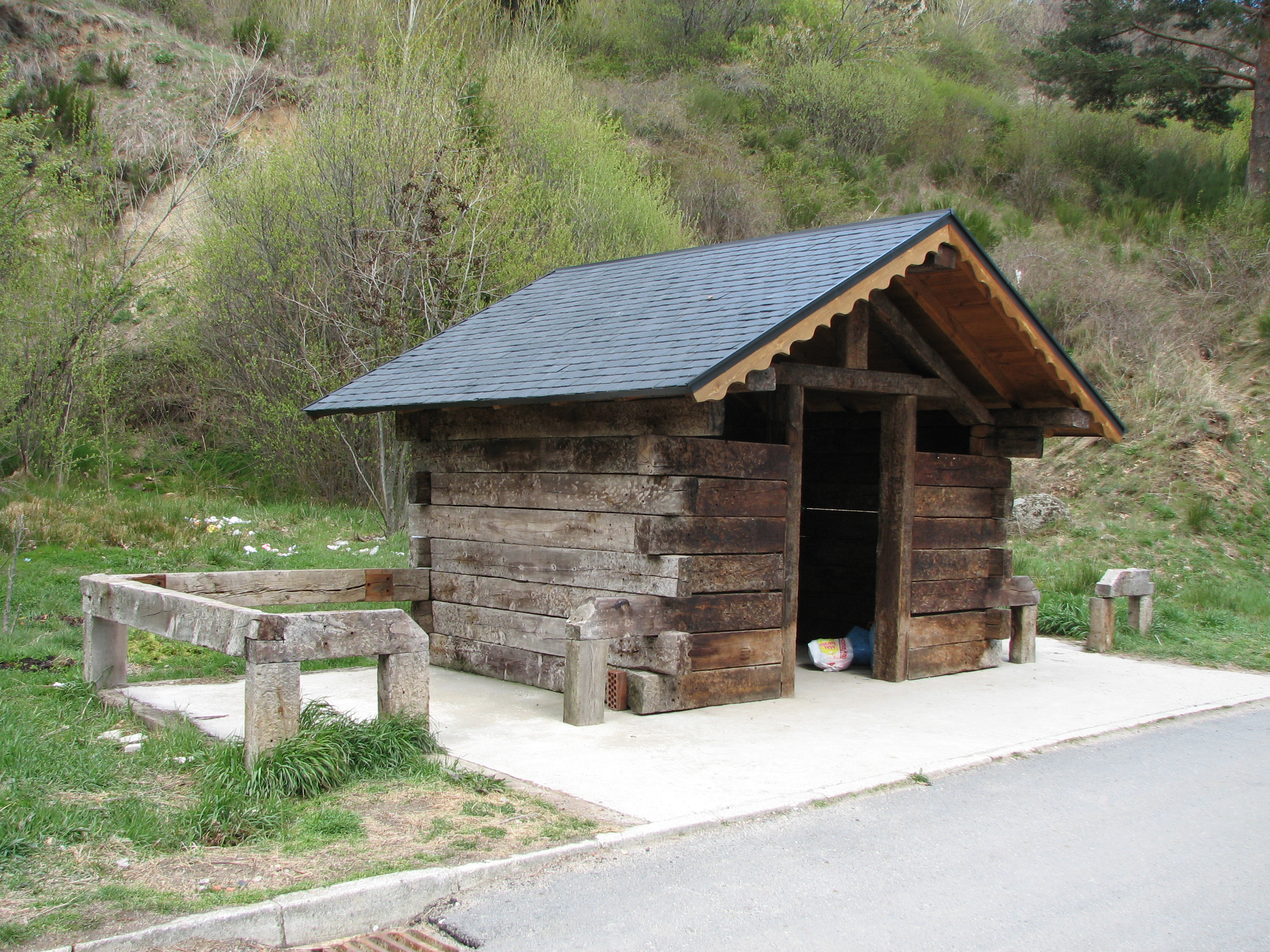
Caseta construida con traviesas de tren. Cercedilla. España.
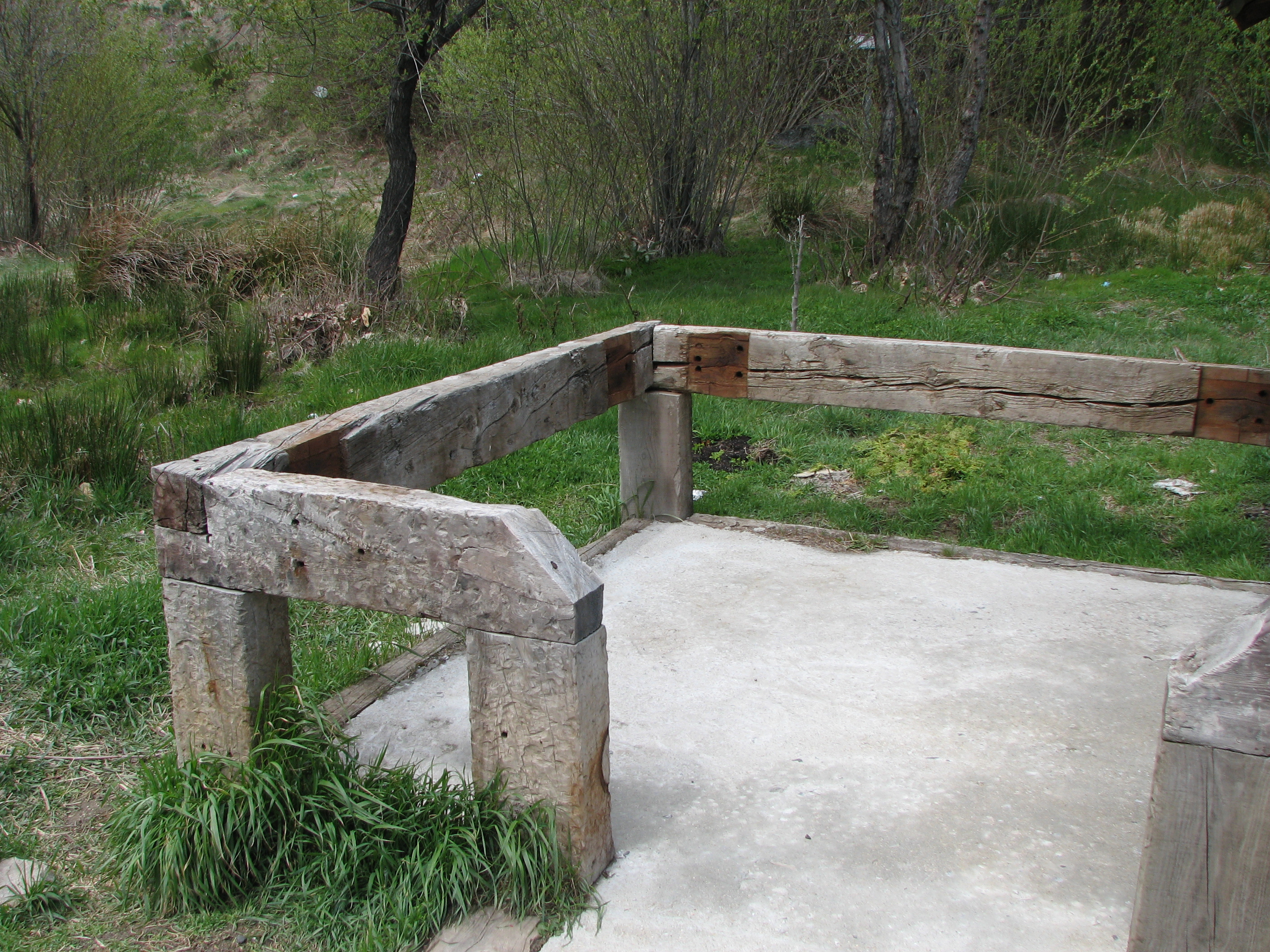
Detalle de caseta construida con traviesas de tren. Cercedilla. España.
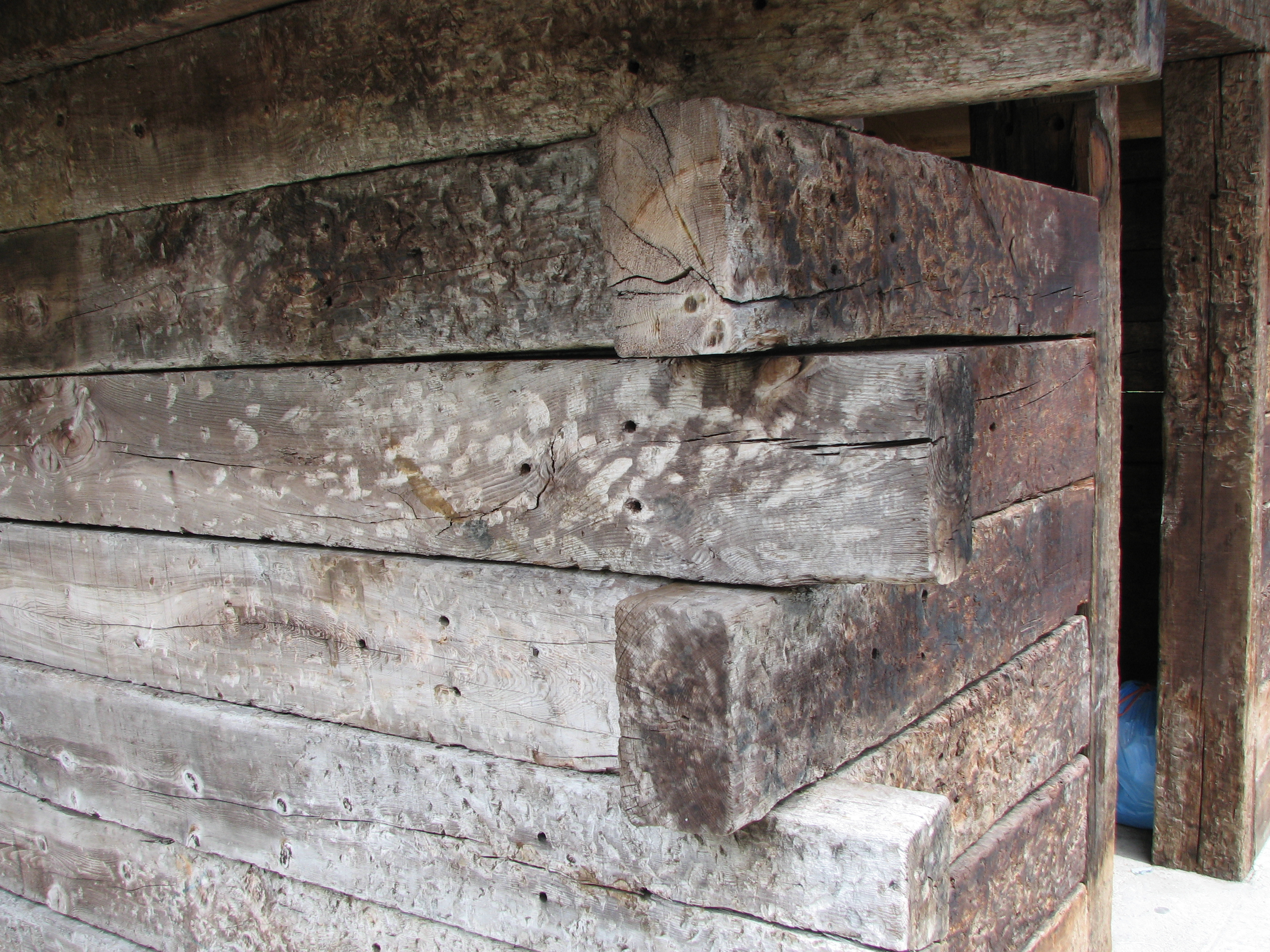
Detalle de caseta construida con traviesas de tren. Cercedilla. España.

Vallas.

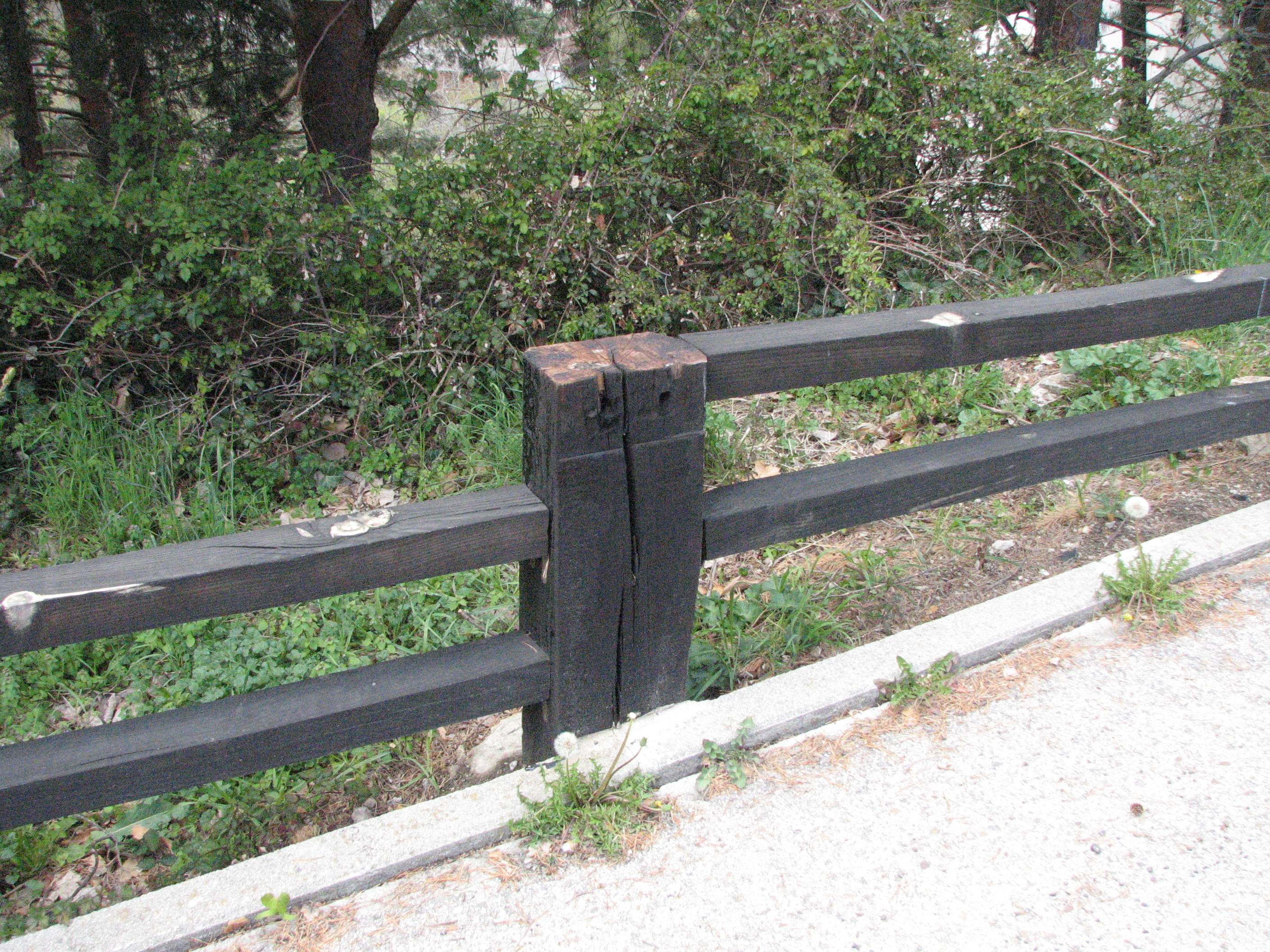
Valla construida con traviesas de tren. Cercedilla. España.
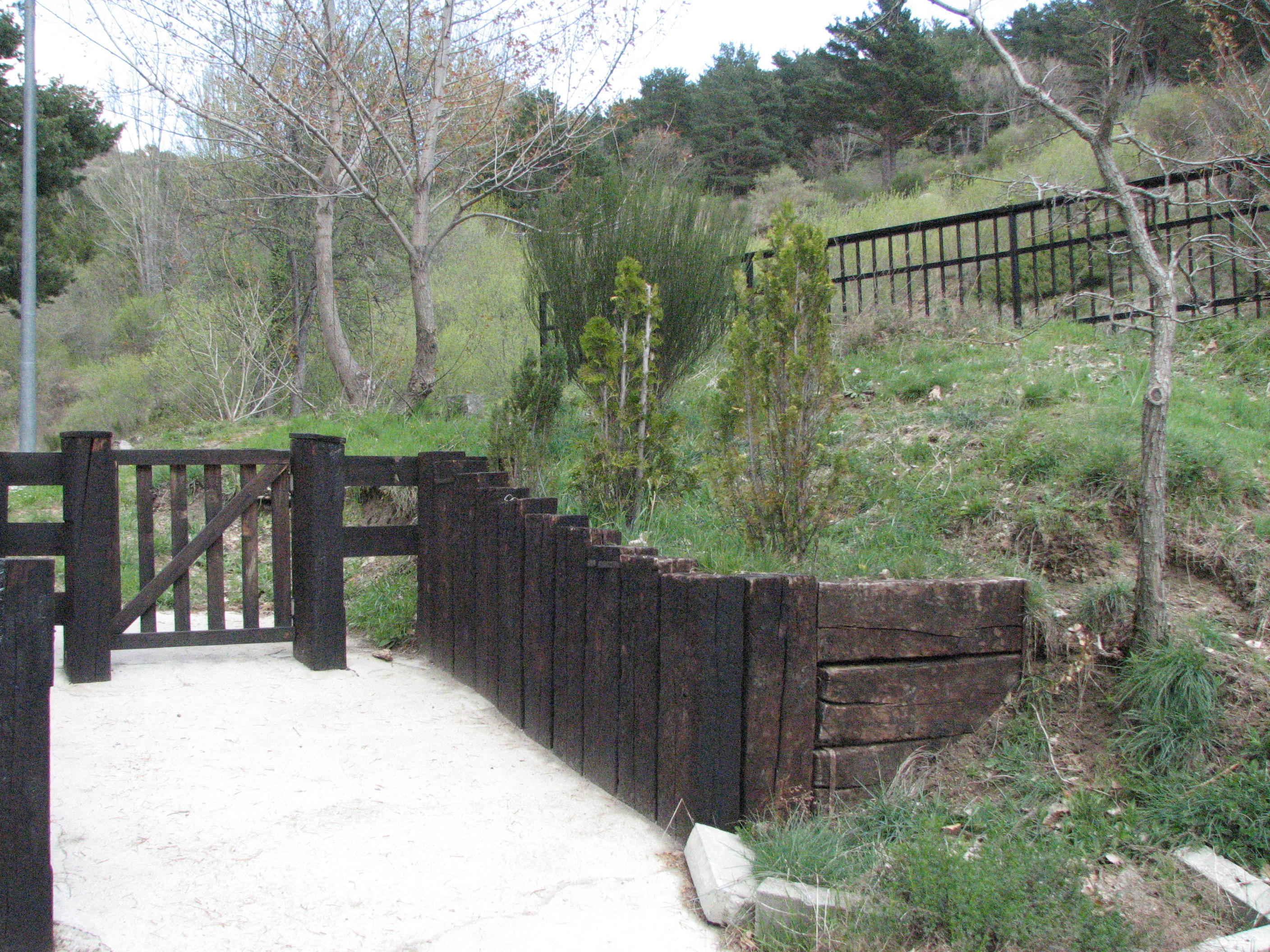
Muro de contención construido con traviesas de tren. Cercedilla. España.